# Seemannia purpurascens
Seemannia purpurascens là một loài thực vật có hoa trong họ Tai voi. Loài này được Rusby miêu tả khoa học đầu tiên năm 1895.